# 北海道苫小牧西高等学校
北海道苫小牧西高等学校（ほっかいどうとまこまいにしこうとうがっこう、Hokkaido Tomakomai Nishi High School）は、北海道苫小牧市にある公立（道立）の高等学校。

## 沿革
- 1919年
  - 4月18日 - 苫小牧町立女子実業補習学校の開校を、北海道庁が許可する。
  - 5月1日 - 苫小牧町立女子実業補習学校として開校する。
- 1922年
  - 3月11日 - 苫小牧町立女子実業補習学校を廃止し、苫小牧町立実科高等女学校を設置することが、苫小牧町議会で議決される。
  - 4月25日 - 苫小牧町立実科高等女学校の設置を、文部大臣が許可する。
  - 5月31日 - 正式に苫小牧町立実科高等女学校となる。
- 1924年 2月20日 - 町立苫小牧高等女学校となる。
- 1925年 11月26日 - 北海道苫小牧高等女学校となる。
- 1927年 4月1日 - 北海道庁に移管され、北海道庁立苫小牧高等女学校となる。
- 1947年 11月1日 - 北海道立苫小牧高等女学校となる。
- 1948年 4月1日 - 学制改革により、北海道立苫小牧女子高等学校となる。
- 1950年 4月1日 - 北海道立苫小牧高等学校（現在の北海道苫小牧東高等学校）と統合し、北海道苫小牧高等学校となる。
- 1951年 - 追分分校（道立苫小牧高が1949年に設置）が北海道追分高等学校として独立
- 1952年 - 鵡川分校を設置、北海道鵡川高等学校として独立、白老分校を設置（後に白老高等学校として独立するが1990年閉校）
- 1953年 4月1日 - 東西に分離独立し、北海道苫小牧西高等学校となる。
- 1999年 10月3日 - 創立80周年記念式典を挙行する。
- 2009年 10月4日 - 創立90周年記念式典を挙行する。
- 2019年 10月13日 - 創立100周年記念式典を挙行する。

## 著名な出身者
- 高田文之(Mr.デーブマン) - ラジオパーソナリティ、タレント
- 茅森早香-プロ雀士